# 斯洛特比奇 (特拉华州)
斯洛特比奇（英語：Slaughter Beach），是美国特拉华州苏塞克斯县（Sussex）下属的一座城镇，面积为3.74平方公里，其中3.68平方公里为陆地，另外0.06平方公里为水域。2011年的数据显示该地有人口210人。论人口在本州排行第50。